# 卡拉拉文化博物館
卡拉拉文化博物館（阿拉伯语：‎）是加薩走廊卡拉拉（近汗尤尼斯）的一座博物館，建於2016年，收藏當地考古與歷史文物。2023年以色列—哈瑪斯戰爭期間此博物館毀於戰火中。

## 歷史
2016年，穆罕默德·阿布·拉希亞與其妻娜杰拉·阿布·拉希亞等八人在加薩走廊南部的城鎮卡拉拉建立此博物館，館址原為儲存穀物的筒倉。拉希亞自幼即對當地考古感興趣，娜杰拉則曾在加沙伊斯蘭大學修習考古學與藝術。卡拉拉文化博物館是加薩走廊的第二間博物館，並為首間私立博物館，其藏品包括銅石並用時代、迦南、古羅馬、拜占庭、十字軍、伊斯蘭與近代等時期的文物，為阿布·拉希亞在巴勒斯坦旅游和文物部協助下收集所得。
2022年，卡拉拉文化博物館獲国际文物保护与修复研究中心沙迦辦公室文化遺產保護獎的特別表彰。
2023年以色列—哈瑪斯戰爭爆發後，卡拉拉文化博物館與加薩中央檔案館、拉法博物館等多個加薩走廊的文化中心都被以色列軍隊摧毀。